# Principio de complementariedad (física)

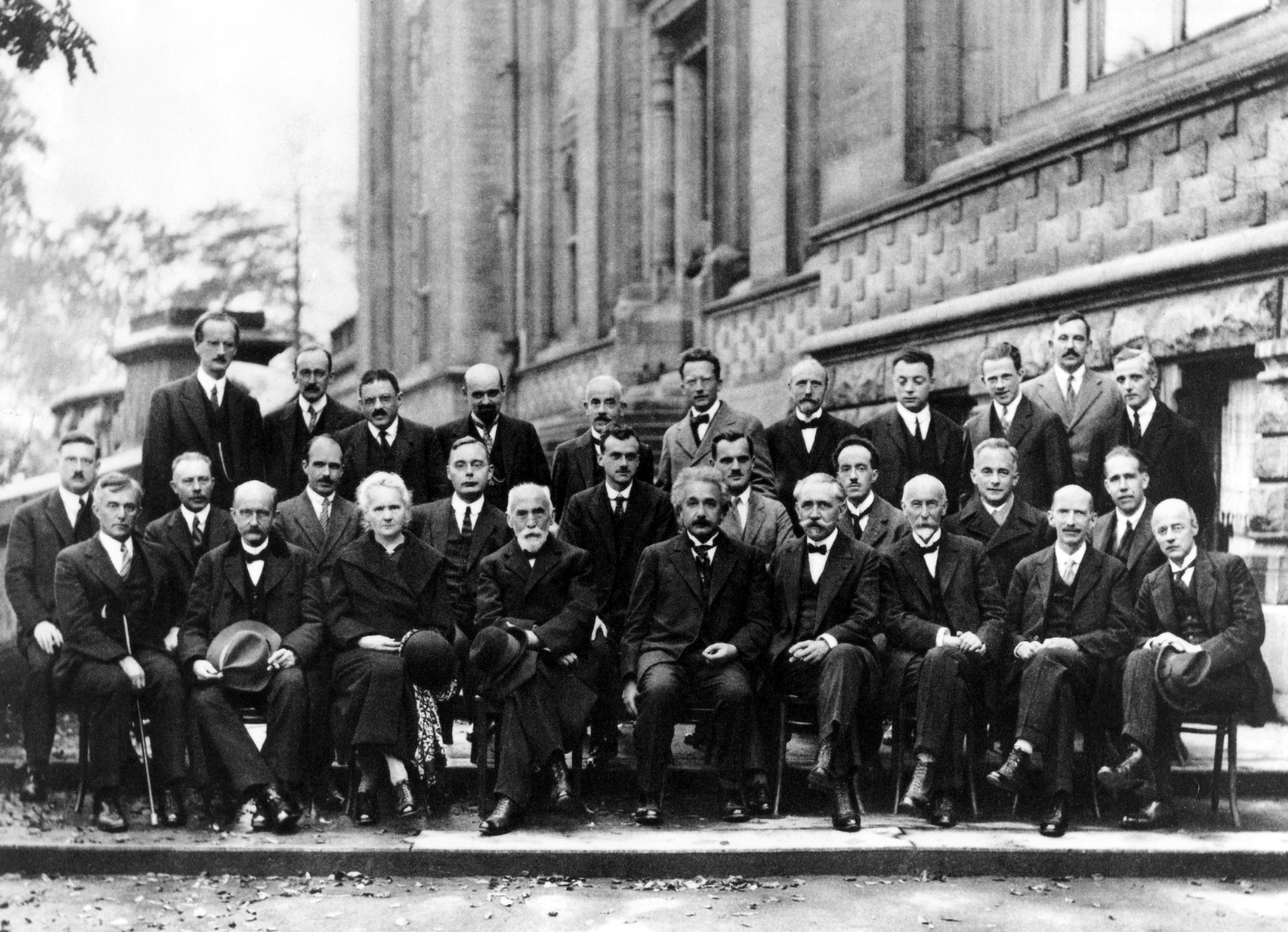
V Conferencia Solvay de 1927. Niels Bohr se encuentra situado en la segunda fila, el primero por la derecha. Entre los participantes destacan Auguste Piccard, Albert Einstein, Marie Curie, Erwin Schrödinger, Wolfgang Pauli, Werner Heisenberg, Paul Dirac, Louis de Broglie y Max Planck.

El principio de complementariedad es un concepto filosófico introducido por el físico danés Niels Bohr en referencia al principio de incertidumbre de Werner Heisenberg, un postulado fundamental para la mecánica cuántica.

## Propósito y definición
Su objetivo es explicar algunos fenómenos aparentemente contradictorios que presenta la mecánica cuántica, como por ejemplo la dualidad onda-corpúsculo. El principio de complementariedad sostiene que dos propiedades complementarias no se pueden medir simultáneamente con total precisión, de manera que cuanta más precisión se obtiene de una de ellas, menos se obtiene de la complementaria. En su forma más simple expone que dos propiedades o aspectos complementarios no se pueden percibir simultáneamente, de manera que un "objeto cuántico" se puede presentar solamente en uno de los dos aspectos al mismo tiempo, por ejemplo o como onda o como corpúsculo. De forma más escueta: si preparamos un objeto de manera tal que la propiedad A toma un valor preciso, entonces siempre existe otra propiedad B cuyo valor está completamente indeterminado. En ese caso, afirmamos que las propiedades A y B son “complementarias”. Pero esos valores no se pueden determinar simultáneamente.

## Historia
Niels Bohr concibió aparentemente el principio de complementariedad durante unas vacaciones de esquí en Noruega en febrero y marzo de 1927, durante las cuales recibió una carta de Werner Heisenberg respecto al recién descubierto (y aún no publicado) principio de incertidumbre. Al regresar de sus vacaciones y cuando ya Heisenberg había presentado su trabajo sobre tal principio de incertidumbre para su publicación, convenció a Heisenberg de que este principio de incertidumbre era una manifestación del concepto más profundo de la complementariedad.
Bohr presentó públicamente el principio de complementariedad en una conferencia que pronunció el 16 de septiembre de 1927 en el Congreso Internacional de Física celebrado en Como, Italia; asistieron la mayoría de los físicos de la época, con las notables excepciones de Einstein, Schrödinger y Dirac. Sin embargo, estos tres estuvieron presentes un mes más tarde, cuando Bohr presentó de nuevo el principio en la V Conferencia Solvay (Bruselas, Bélgica, octubre de 1927). Las conferencias fueron publicadas en las actas de estas dos reuniones y se volvió a publicar además al año siguiente en alemán y en inglés. Un artículo escrito por Bohr en 1949 titulado "Las discusiones con Einstein sobre Problemas epistemológicos en Física Atómica"  es considerado por muchos como una descripción definitiva de la noción de complementariedad.
En el discurso de aceptación de su Premio Nobel en 1954, Max Born recordó lo profundamente divididos que estaban los famosos teóricos cuánticos en dos campos:
"...Cuando digo que los físicos aceptaban la manera de pensar que en aquella época habían desarrollado, no estoy siendo del todo correcto. Entre los investigadores que contribuyeron de manera destacada a la construcción de la mecánica cuántica hubo algunas excepciones notabilísimas. El mismo Max Planck estuvo entre los escépticos hasta su muerte y Albert Einstein, Louis-Victor de Broglie y Erwin Schrödinger no dejaron de subrayar los aspectos insatisfactorios de la teoría...".
Este dramático desacuerdo giraba en torno a algunas de las cuestiones más fundamentales de toda ciencia. ¿Existen los objetos atómicos con independencia de las observaciones humanas? Y, si es así, ¿es posible que el hombre comprenda de forma correcta su comportamiento?
Se puede decir que, en general, las escuelas de Copenhague y Gotinga (Bohr, Heisenberg, Born...) respondieron de manera más o menos pesimista a estas cuestiones. Y en contra de esta idea estaban Einstein, Planck, Schrödinger, Ehrenfest y de Broglie. En relación con esto Heisenberg escribió:
"...Todos los que se oponen a la interpretación de Copenhague están de acuerdo en un punto. Según su opinión sería deseable volver al concepto de realidad de la física clásica o, por utilizar un término más filosófico, a la ontología del materialismo. Preferirían volver a la idea de un mundo real objetivo y que las partes más pequeñas existieran objetivamente de la misma manera que existían los árboles y las piedras, con independencia de si son observables o no."
Dos fueron los desencadenantes físicos del desarrollo de la interpretación de Copenhague-Gotinga: la dualidad onda-corpúsculo y el principio de incertidumbre. El año más importante de culminación de esta interpretación fue 1927.
A partir de 1911 el industrial químico belga Ernest Solvay patrocinó conferencias internacionales de física a las cuales invitaba al elenco científico de cada país relevante. Estos encuentros fueron una ocasión que Bohr y Einstein aprovecharon especialmente para debatir las dificultades conceptuales de la nueva teoría y para discutir sobre los llamados experimentos mentales. Ambos presentaron un experimento conceptual para refutar la teoría del otro. En la Conferencia Solvay de 1927 el experimento por debatir tomaba como fundamento el realizado por Thomas Young en 1801, el famoso experimento de la doble rendija donde, a partir de unas franjas de interferencia, se ponía en evidencia la naturaleza ondulatoria de la luz. Este hecho no concordaba con la misma hipótesis cuántica que sobre la luz había hecho Einstein según la cual esta se comportaba de forma corpuscular en minúsculos paquetes llamados fotones.
Esta dualidad de la naturaleza (la luz actuando como onda si atravesaba rendijas o como corpúsculo si incidía sobre una placa fotográfica) no satisfacía a Einstein, pues parecía desacreditar la realidad objetiva. Sin embargo, la Escuela de Copenhague-Gotinga lo explicaba gracias al principio de complementariedad introducido poco antes, en septiembre de ese mismo año, por el mismo Bohr. En síntesis, este principio viene a afirmar que, si se quiere captar la naturaleza como un todo, hay que expresarse utilizando modos de descripción contradictorios. Bohr afirmaba que las teorías ondulatoria y corpuscular eran ejemplos de modos complementarios de descripción, válidos cada uno por sí mismos, aunque (en términos de la física de Newton) incompatibles entre sí. Este principio sería, pues, una forma de esquivar la dualidad onda-corpúsculo y también, como veremos a continuación, la otra gran aportación que enunció su discípulo Heisenberg en ese mismo año.
Werner Heisenberg propugnaba un nuevo principio de comportamiento de la naturaleza en el mundo microfísico: la interacción observador-observado, no prevista en el paradigma clásico. Por ejemplo, si queremos observar un electrón, de alguna manera tenemos que iluminar con fotones de luz y esto lo perturbará, es decir, ya no estará en el estado que queríamos observar y medir. Existe un límite fundamental en la precisión con la que podemos determinar simultáneamente ciertos pares de variables. La naturaleza es así: cuanto más nos acercamos a ella, más difuminada se nos muestra.
Sin embargo, según el principio de complementariedad, pueden aparecer dos formas de descripción de un sistema determinado como mutuamente exclusivos, aunque ambos sean necesarios para la completa comprensión del sistema.
Así, por un lado, podemos querer destacar la causalidad teniendo en cuenta que hay una evolución bien determinada del estado del sistema, definido por su función de onda. Sin embargo, esta descripción sólo tiene significado si dejamos de hacer observaciones de las variables de espacio y tiempo, ya que el proceso de efectuar estas observaciones perturbaría el estado de una manera imprevisible y destruiría la causalidad.
Por otra parte, podríamos preferir destacar la descripción espacio-temporal y sacrificar la causalidad. Bohr sostuvo que cada descripción ofrece una visión parcial de la "verdad" total respeto al sistema tomado en su conjunto.
Einstein intentó refutar el principio de incertidumbre mediante estos experimentos mentales en que él era el mejor maestro. Su propósito era probar que la interacción entre el aparato de medida y el objeto físico, el electrón, por ejemplo, no podía ser tan misteriosa e incognoscible como pretendían Bohr, Born y Heisenberg, o que la discontinuidad no debía jugar un papel tan grande. Uno de estos experimentos mentales, por ejemplo, consistía en una pared con un agujero pequeño por el que pasaba un electrón que iba a chocar con una pantalla semiesférica, produciendo un destello en uno de sus puntos. Einstein argumentaba que, inmediatamente antes del impacto, la función de onda tenía un valor no nulo en toda la pantalla, que se habría anular instantáneamente en el momento del impacto (pues el electrón no podía llegar ya a otro punto), lo que contradecía la teoría de la relatividad, pues ya habría una acción que se propagaría más deprisa que la luz. Bohr argumentó al día siguiente que el principio de incertidumbre obligaba a tener en cuenta el retroceso de la pared al pasar el electrón, lo que obligaba a admitir una incertidumbre en el momento de paso, invalidando el argumento de Einstein. Uno a uno, Bohr iba refutando los argumentos de Einstein a costa de varias noches de poco sueño y mucho trabajo. Por demás, John Wheeler opinó que el "principio de complementariedad de Bohr es el concepto científico más revolucionario de este siglo y el corazón de su búsqueda de cincuenta años del pleno significado de la idea cuántica".
Parece lógico pues que, cuando en 1947 la corona danesa concedió a Bohr el ingreso como caballero en la aristocrática Orden del Elefante, el escudo elegido llevase la siguiente inscripción: contraria sunt complementa.